# ディムラマ
ディムラマ (ラテン文字: Dimlama、ウズベク語: Dimlama / Димлама) は肉、ジャガイモ、タマネギ、野菜など様々な食材を使用して作る、肉じゃがに似たウズベキスタンのシチューである。ディムラマには果物を入れることもある。ウズベキスタンはイスラム教徒の多い国なので肉は豚肉ではなく羊肉もしくは牛肉が使われる。肉と野菜は大きめに切り、密閉したポットの中に一杯になるまで具材を入れ、時間をかけて煮込んで作る。 ディムラマに使用する野菜としては、タマネギやジャガイモの他に、ニンジン、キャベツ、ナス、トマト、ピーマンなどがあり、香辛料やニンニク、様々なハーブや調味料とともに煮込む。ディムラマは通常幅広い野菜が手に入る春から夏にかけて作られる料理である。ディムラマは大皿に盛って供され、スプーンで食する。